# Poraqueiba guianensis
Poraqueiba guianensis är en tvåhjärtbladig växtart som beskrevs av Jean Baptiste Christophe Fusée Aublet. Poraqueiba guianensis ingår i släktet Poraqueiba och familjen Icacinaceae. Inga underarter finns listade i Catalogue of Life.